# Супин
Супинът е нелична глаголна форма, близка до инфинитива, която изразява цел и се използва при глаголите за движение. Характерна е за индоевропейските езици. Супин е съществувал в старобългарския и в латинския език. Понастоящем се използва в някои славянски езици, като словенския и лужишкия, а също в румънския, шведския и в някои наречия на литовския език.

## Употреба

### Славянски езици
Супинът е съществувал в праславянския език (*jьdǫ sъpatъ при инфинитив *sъpati). Предполага се, че представлява вкаменял падеж от глаголно име с абстрактно значение и по произход е абстрактно име със стара основа на кратко -j във винителен падеж. В повечето съвременни славянски езици обаче е изчезнал, като най-често е бил заменян от инфинитив. В съвременния чешки език инфинитивът завършва на -t (архаично -ti) под влияние на супина.
В словенския език супинът се използва след глаголи, означаващи движение, и формата му е подобна на тази на инфинитива, само че с изпуснато крайно -i. Например biti – bit (съм).
В долнолужишкия език също има супин:
супин: źi spat („иди да спиш“);
инфинитив: njok spaś („не искам да спя“).

#### Български език
Супинът е съществувал и в българския език, но е изчезнал в говоримата реч още в старобългарския период, въпреки че се среща в някои среднобългарски текстове. Писмените паметници показват, че той много често е бил заместван от инфинитив. Супинът се е употребявал след глаголи за движение и е имал следните окончания:
- за глаголи с инфинитив на -:
, , , , ;
- за глаголи с инфинитив на -:
, , .

### Латински и романски езици

#### Латински език
В системата на латинския глагол супинът е една от неличните форми наред с инфинитива, герундия, герундива и причастията. Той съществува в две форми и представлява остатък от форми на глаголно съществително име: в акузатив (винителен падеж) на -um (supīnum primum), и в аблатив на -u по четвърто склонение (supīnum secundum).
Първата форма на супина (supīnum primum) с наставка -tum или -sum се използва след глаголи за движение и изразява цел:
- Gladiatores adfuerunt pugnatum – Гладиаторите дойдоха да се бият
- Eo lusum – Отивам да играя

или пасивно бъдеще:
- Credidit se necatum iri – Помѝсли, че ще бъде убит

Втората форма на супина (supīnum secundum), с наставка -ū, се среща по-рядко и се отнася до ограничен брой глаголи. Използва се, за да изрази цел или отношение:
- Res mirabilis visū – Нещо приятно за гледане
- Horribile dictū – Ужасно е да се каже
- Puer difficilis doctū – Дете, трудно за възпитаване

От супинната основа се образуват минало страдателно причастие на -tus (-sus) и бъдещо деятелно причастие на -tūrus (-sūrus).

#### Румънски език
От съвременните романски езици румънският е единственият, който наследява супина от латинския, но тази форма се употребява сравнително рядко в сравнение с другите нелични глаголни форми. Произходът и статутът на супина в съвременния румънски не е напълно изяснен и съществуват мнения, че той не е наследник на латинския и в действителност изобщо не е супинна форма, а субстантивирана форма на миналото причастие. Тази теза се основава на ниската честота на употребите на супина в народнолатинския и синтактичната ограниченост на конструкциите, в които той участва .
В румънския език супинът присъства като елемент както от глаголната, така и от именната група. В качеството си на отглаголно съществително той може да формира център на именна група, а в качеството си на отглаголно прилагателно – да изпълнява атрибутивни функции. В глаголната верига супинът заема позицията на подчинен елемент от глаголен тип, по-рядко изпълнява ролята на самостоятелно сказуемо. Най-честото му съответствие в българския език е отглаголно съществително, въведено с предлога „за“:
- Această carte este de citit – Тази книга е за четене.

### Шведски език
В миналото разликата в употребата на супин и минало причастие в шведския език е била по-скоро диалектна, отколкото граматическа, но в съвременния език употребата е стандартизирана. Днес супинът се използва със спомагателния глагол ha (имам) за образуване на сложно минало глаголно време. За глаголи от I, II и III група супинът съвпада с формата за среден род на миналото причастие. За глаголи от IV група супинът завършва на -it.
- Jag har ätit maten. – Изял съм вечерята.
- Jag har druckit lite vatten. – Изпил съм малко вода.

### Литовски език
В някои диалекти на литовския език супинът се използва с глаголи за движение за разлика от книжовния език, където се използва инфинитив. В миналото супинът е бил по-широко използван и не е бил ограничен до няколко диалекта на езика.
- Moterys eina miestan duonos pirktų – Жените отиват в града да купят хляб